# Universidad Autónoma del Caribe Fútbol Club
Maillots
Dernière mise à jour : 24 mai 2013.
L'Universidad Autónoma del Caribe Fútbol Club est un club colombien de football, basé à Barranquilla. Le club évolue en Primera B (deuxième division).

## Palmarès
- Championnat de Colombie de deuxième division
  - Champion : 2013